# Mitomania (sèrie)
Mitomania (en francès: Mytho   ) és una sèrie de televisió en francès del 2019 creada per Anne Berest i Fabrice Gobert i protagonitzada per Marina Hands, Mathieu Demy i Marie Drion.

## Repartiment
- Marina Hands com a Elvira
- Mathieu Demy com a Patrick
- Marie Drion com a Carole
- Jérémy Gillet com a Sam
- Zelie Rixhon com a Virginie
- Yves Jacques com el senyor Brunet
- Jean-Charles Clichet com a Jeff
- Julia Faure com a Isa
- Andrea Roncato com a Nonno
- Linh Dan Pham com a Brigitte
- Fadily Camara
- Françoise Lebrun com El fantasma (temporada 1)
- Marceau Ebersolt com a Niklas
- Catherine Mouchet
- Loubna Abidar com a Karima
- Amélie Prevot com a Hotesse d'accueil hospital
- Daniel Semporé com a Henry

## Estrena
Mythomania es va estranar al públic el 3 d'octubre de 2019 a Arte .